# Chiesa di Santa Radegonda (Poitiers)
La chiesa di Santa Radegonda (in francese: Église Sainte-Radegonde de Poitiers) è una chiesa cattolica di Poitiers, nel dipartimento della Vienne, dedicata a santa Radegonda. Dal 1962 è classificata come Monumento storico di Francia.